# Hundtjärnarna (Dorotea socken, Lappland, 711246-154095)
Hundtjärnarna är en sjö i Dorotea kommun i Lappland och ingår i Ångermanälvens huvudavrinningsområde.